# Cnaphalocrocis fusifascialis
Cnaphalocrocis fusifascialis là một loài bướm đêm trong họ Crambidae.